# 阿尼魯德·皮沙羅迪
阿尼魯德·皮沙羅迪（英語：Anirudh Pisharody；1994年2月—），印度裔美國電視劇演員。

## 早年生活
阿尼魯德·皮沙羅迪生於印度喀拉拉邦，成長於美國德克薩斯州首府奧斯汀。2016年畢業於德州大學奧斯汀分校公共衞生學士課程，曾希望當一名醫生，但畢業後在華盛頓過了一些朝九晚五的上班族生活後，他感到厭倦。

## 演藝生涯
2017年阿尼魯德遷往女朋友陳明宜（Jill V. Dae）的居住地洛杉磯，並決定發展演員事業，亦於2017-18年在加州大學洛杉磯分校修讀了關於電影與影片研究的證書課程。其女朋友是當地影視製作人，來自香港，兩人成立了一家製作公司名為Black Velvet Films。
2021年起阿尼魯德於霍士廣播公司電視劇《火速救援最前線》中首次擔任主要角色，嶄露頭角。

## 個人生活
2021年，阿尼魯德與其女朋友陳明宜（Jill V. Dae）結婚，2023年於意大利補辦婚禮。陳明宜是香港資深流行音樂製作人、填詞人陳少琪及前電台節目主持人、填詞人黃靄君的次女。

## 參演作品

### 電視劇
| 播映年份  | 劇集名稱             | 角色          | 備註／來源        |
| --------- | -------------------- | ------------- | ----------------- |
|           | The Goldbergs        |               | [ 1 ]             |
|           | 硬漢老爸             |               | [ 1 ]             |
|           | Chicken Girls        |               | [ 1 ]             |
| 2021-2023 | 火速救援最前線       | Ravi Panikkar | [ 1 ] [ 3 ]       |
| 2022      | 好想做一次（第三季） | Des           | [ 1 ] [ 2 ] [ 3 ] |
| 2022      | 公路殺機（第三季）   | Luke          | [ 6 ]             |

## 外部連結
- 阿尼魯德·皮沙羅迪在互联网电影资料库（IMDb）上的資料（英文）
- 阿尼魯德·皮沙羅迪的Instagram帳戶